# Zoltán Harcsa
Dans le nom hongrois Harcsa Zoltán, le nom de famille précède le prénom, mais cet article utilise l’ordre habituel en français Zoltán Harcsa, où le prénom précède le nom.
Zoltán Harcsa est un boxeur hongrois né le 20 novembre 1992 à Budapest.

## Carrière
Sa carrière amateur est marquée par une médaille de bronze remportée aux Jeux olympiques de la jeunesse d'été de Singapour en 2010 dans la catégorie des poids moyens. Qualifié pour les Jeux olympiques de Londres en 2012, il est éliminé en quart de finale par le Brésilien Esquiva Florentino, futur médaillé d'argent. L'année suivante, il termine 3e des championnats d'Europe à Minsk. Il est médaillé de bronze aux Jeux européens de Bakou en 2015 et aux championnats d'Europe de Kharkiv en 2017.

## Palmarès

### Championnats d'Europe de boxe amateur
- Médaille de bronze en -75 kg en 2017 à Kharkiv,  Ukraine
- Médaille de bronze en -75 kg en 2013 à Minsk, Biélorussie

### Jeux européens
- Médaille de bronze en -75 kg en 2015 à Bakou,   Azerbaïdjan

### Jeux olympiques de la jeunesse
- Médaille de bronze en -75 kg en 2010 à Singapour, Indonésie.

## Référence
1. ↑  (en) Résultats des Jeux olympiques 2012 (amateur-boxing.strefa.pl)